# 북북서로 진로를 돌려라
《북북서로 진로를 돌려라》(North by Northwest)는 1959년에 제작된 앨프리드 히치콕 감독의 미스테리 첩보 영화로 캐리 그랜트와 에바 마리 세인트, 제임스 메이슨이 주연을 맡았다. 어네스트 레만이 각본을 담당하였다.
이 영화는 미국 영화 연구소에서 대부분 상위권을 차지하였으며 미스터리 영화의 걸작으로 평가받고 있다. 이 영화는 그랜드 센트럴 터미널, 러시모어 산, 유엔 건물 등에서 촬영되었다.

## 줄거리
뉴욕의 평범한 광고업자인 로저 O. 손힐(캐리 그랜트)은 어느 날 호텔에서 회의가 있어서 회의에 가게 된다. 그런데 웨이터가 조지 캐플란을 부를 때 전보를 부탁한다는 뜻으로 손을 올려 캐플란으로 의심받게 된다. 손힐은 두 괴한, 밸러리언(애덤 윌리엄스)와 리히트(로버트 앨렌스타인)에 납치되어 타운젠드의 집으로 가게 된다. 그곳에서 타운젠드는 손힐을 캐플란이라고 부르며 손힐은 상황을 이해하지 못하고 캐플란이 아니다고 주장하다고 타운젠드의 집사 레오나드(마틴 랜도)에게 억지로 버본을 들이키게 된다. 술을 마시고 취하게 된 손힐을 죽이려고 괴한들은 손힐을 차에 태우지만 가까스로 탈출하여 경찰서로 가게 된다.

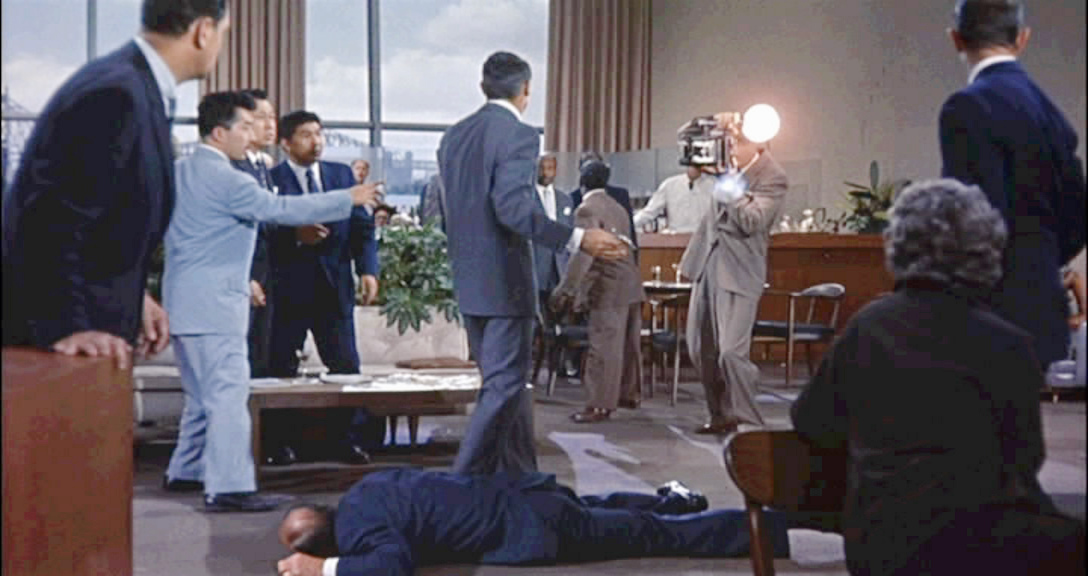
쓰러진 타운젠드와 의심받는 손힐

경찰서에서 손힐은 타운젠드의 집사와 괴한이 자신에게 술을 먹였다고 주장하지만 그의 어머니(제시 로이스 랜디스)는 믿지를 않는다. 게다가 주경찰과 같이 타운젠드의 집에 갔을 때에 그의 집에는 술이 없다는 사실을 알게 되고 타운젠드의 부인이라 주장하는 사람 (조세핀 허치슨)은 타운젠드는 유엔에서 일한다고 하자 조사는 여기에서 끝난다. 하지만 여전히 손힐은 타운젠드의 정체에 대해 조사를 하려고 캐플란이 머무는 호텔로 가서 캐플란의 방을 조사한다. 거기서 두 괴한을 다시 만난 손힐을 급히 유엔으로 가서 타운젠드를 만나게 된다. 그러나 타운젠드(필립 오베)는 손힐이 만난 타운젠드가 아니었으며 괴한들 중 하나가 던진 칼에 맞아 죽어버리고 그 칼을 무의식적으로 집어든 손힐은 살인자로 의심받아 경찰과 추격을 하게 된다.
한편 그러는 사이 FBI에서는 필립 반담(제임스 메이슨)을 추격하려고 만든 가상의 인물 캐플란을 어떻게 일반인인 손힐이 알 수 있냐고 말하고 이내 상황이 어떻게 전개되어있는지 알게 된다. 그러나 그들이 그것을 모르는 척 하기로 결심하고 그러는 사이 손힐은 그랜드 센트럴 터미널에서 시카고로 가버린 캐플란을 쫓으려고 시카고 행 기차를 표없이 타려다가 이브 켄달(에바 마리 세인트)를 만나게 된다. 그녀는 도망자 손힐을 자신의 객실에서 숨기고 기차에 탑승한 경찰들은 그 사실을 모른다. 그러나 이브 켄달은 손힐이 타운젠드로 알고 있는 반담에게 다음은 어떻게 해야 되냐는 편지를 보내고 손힐을 그 사실도 모르고 그녀와 사랑에 빠지게 된다.
다음날, 켄달은 손힐에게 캐플란이 여기서 만나자고 했다고 그곳으로 가라고 하였다. 그러나 손힐은 그곳에서 캐플란 대신에 경비행기에 추격당하고 뒤늦게 호텔에서 캐플란이 사우스다코타주의 래피드시티로 갔다는 이야기를 들으면서 켄달이 자신을 속였다는 것을 알게 된다. 켄달을 다시 만난 손힐은 켄달이 간 경매장으로 가서 켄달이 비로소 자기가 알고있는 타운젠드, 즉 필립 반담의 부하였다는 것을 알게 된다. 그리고 반담의 부하 레오나드와 괴한 두 명이 자신을 죽이려고 한다는 것을 눈치채고 일부로 소란을 피워서 경찰들에게 잡혀 가게 되고 거기에 있던 FBI 소속의 교수로 위장한 사람(레오 G. 케롤)은 그를 시카고 미드웨이 국제공항의 노스웨스트 항공로 불러 켄달은 사실 FBI의 요원으로 반담에 스파이로 있다는 사실을 알려주게 된다.
둘은 반담의 집과 가까운 러시모어 산으로 가게 되고 손힐은 반담에게 자기가 캐플란이라면서 반담이 무사히 출국하도록 도와줄테니 대신 켄달을 내놓으라고 협박한다. 켄달은 그런 손힐을 저격하는데 사실 그녀가 쏜 총은 공포탄이었으며 반담을 속이기 위해 벌인 것이다. 그러나 반담의 집사 레오나드는 그것을 반담에게 알리고 반담은 같이 가기로 한 켄달을 죽이기로 마음먹는다. 병원에서 몰래 탈출한 손힐은 그것을 목격하고 켄달에게 탈출하라고 한다. 이윽고 러시모어 산에 이른 그들은 추격하던 반담의 부하들과 러시모어 산에서 대결을 벌이게 된다. 손힐과 켄달이 죽기 직전에 반담의 부하들은 다 죽게 되고 반담은 체포된다.
이윽고 올라오는 장면이 기차 침대칸으로 오버랩되면서 손힐과 켄달은 서로 결혼하여 신혼 여행을 가게 되고 영화는 기차가 터널에 들어가면서 끝내게 된다.

## 제작 과정

### 《North by Northwest》란 제목에 관해서

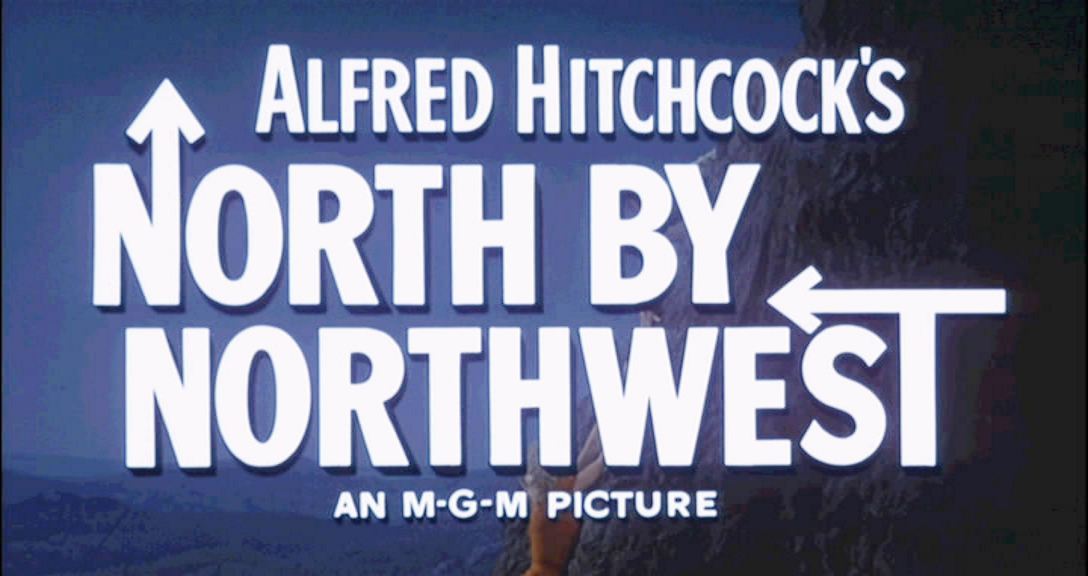
예고편 타이틀 카드

영어판 제목 《North by Northwest》에 대하여, 미국에서도 그 의미에 대한 논쟁이 있어 왔다. 일부 사람들은 이 제목이 윌리엄 세익스피어의 작품 《햄릿》의 한 구절에 나오는 북북서라는 표현을 인용한 것으로 생각하기도 한다. 하지만 이 북북서의 영어 표현은 "North-Northwest(NNW)"로서 영화 제목과 다르다.
앨프리드 히치콕 감독도 1963년 피터 보그다노비치 감독과의 인터뷰에서 "이 제목은 일종의 환상입니다. 나침반에도 그런 방위는 없습니다. 이 영화는 바로 이 제목처럼 존재하지 않는 것을 쫓아가는 플롯의 전형을 보여줍니다."라고 말했다.
이 영화의 각본가 어네스트 레만에 따르면, 그는 초기에 앨프리드 히치콕 감독과 "북서쪽을 향하여(In a Northwesterly Direction)"를 가제(Working Title)로 하여 촬영을 시작했고, 더 좋은 이름을 계속 찾고 있었다고 한다. 그러던 중 제작사이자 배급사인 MGM의 직원이 "North by Northwest"라는 제목이 어떠냐고 제안을 하였고, 그래서 이 제목이 다음 가제로 변경되었다. 이외에 다른 제목들로, 앨프리드 히치콕 감독이 선호했던 "링컨 코 속의 남자(The Man in Lincoln's Nose)", "숨막힐 듯한(Breathless)", "북서쪽 방향으로(In a North West Direction)", "CIA 스토리(CIA Story)" 등의 후보들도 고려되었으나, 결국 "North by Northwest"로 최종 결정되었다. 어네스트 레만은 그 이유로 이 제목보다 더 나은 것이 없었기 때문이라고 말했다. 이 영화에 나오는 노스웨스트 항공사의 짧은 등장은 이 제목에 대한 유희적 장난이다.
다시 말해서, 애초에는 제목에 북서쪽 방향이라는 방위의 의미를 분명하게 담으려고 의도했으나, 나중에는 제목에 by라는 전치사를 중간에 삽입하고 노스웨스트 항공사 장면도 짧게 삽입함으로써, 노스웨스트 항공기를 타고 북쪽으로 향한다라는 의미로도 해석될 수 있도록 바꾸었다는 것이다. 앨프리드 히치콕 감독과 어네스트 레만 역시 어떤 뜻이 맞는지 확실한 대답을 전혀 하지 않았다.

#### "북북서로 진로를 돌려라"란 제목에 관해서

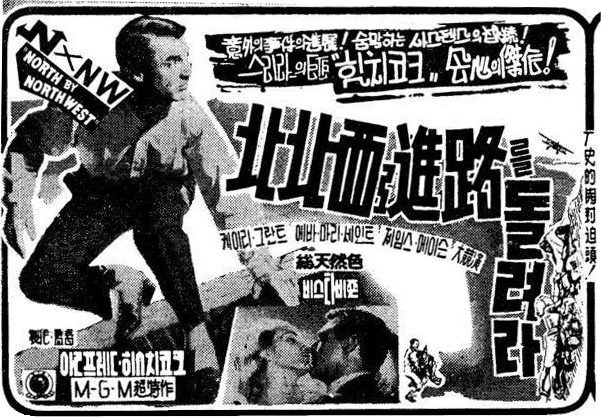
1960년, 경향신문에 실린 광고

한국에서 영화 《North by Northwest》에 대한 한글 제목은 《북북서로 진로를 돌려라》로 되어 있으며, 이는 일본어 제목인 '北北西に進路を取れ'에서 가져 온 것으로 알려져 있다. 이 제목이 맞는가에 대한 질문은 두가지 관점에서 살펴볼 수 있다.
먼저 문법적 관점에서 보면, North by Northwest를 북북서로 번역한 것은 오류이다. 방위각에서 해당 영어 단어는 존재하지 않으며, 북북서에 대한 영어 단어는 16방위표에 의하면 "North-Northwest"이기 때문이다. 반면에 "노스웨스트 항공기를 타고 북쪽으로"라는 번역은, 영어 문법에서 탈 것 앞에 by 전치사가 사용되기 때문에 문법적으로는 오류가 전혀 없다.
두번째, 지리학적 관점에서 보면, 방위각 측면에서 '북북서로 진로를 돌려라'도 틀렸고 '노스웨스트 항공기를 타고 북쪽으로'도 틀렸다. 이 영화의 로케이션을 보면, 뉴욕에서 시작하여, 시카고, 래피드시티(러시모어산), 그리고 가지는 못했지만 최종 목적지였던 알래스카까지 정확한 16방위표의 방향은 서북서 방향이지 북북서 방향이 아니다.
| 국가     | 상영 제목                    | 번역                       |
| -------- | ---------------------------- | -------------------------- |
| 독일     | Der unsichtbare Dritte       | 보이지 않는 제3의 사람     |
| 프랑스   | La Mort aux trousses         | 죽음의 추적                |
| 이탈리아 | Intrigo internazionale       | 국제적 음모                |
| 스페인   | Con la muerte en los talones | 발 끝의 죽음               |
| 벨기에   | De dood op de hielen         | 발 끝의 죽음               |
| 스웨덴   | I sista minuten              | 마지막 순간                |
| 덴마크   | Menneskejagt                 | 인간 사냥                  |
| 터키     | Gizli Teşkilat               | 비밀 조직                  |
| 홍콩     | 奪魄驚魂                     | 넋이 달아날 만큼 놀라다    |
| 중국     | 西北偏北                     | 서북편북                   |
| 대만     | 北西北                       | 북서북                     |
| 일본     | 北北西に進路を取れ           | 북북서로 진로를 맞춰라     |
| 러시아   | К северу через северо-запад  | 북서쪽을 경유하여 북쪽으로 |
| 폴란드   | Północ, północny zachód      | 북북서                     |
| 헝가리   | Észak-Északnyugat            | 북북서                     |
| 아랍     | الشمال الغربي                | 북서                       |

### 배우 캐스팅에 관하여

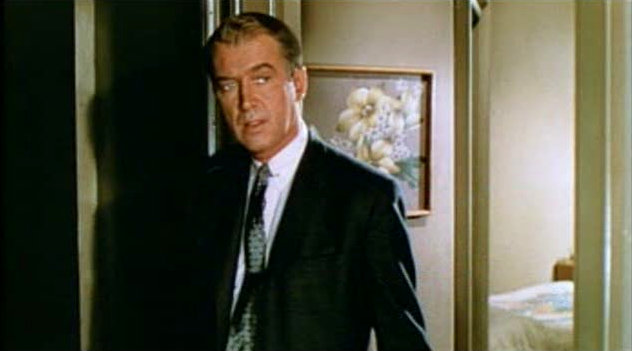
제임스 스튜어트

원래 캐리 그랜트가 맡은 손힐 역은 《이창》, 《현기증》에서 명연기를 펼친 제임스 스튜어트가 또 맡고 싶어 하였다. 그러나 앨프리드 히치콕 감독은 《현기증》이 기대보다 낮은 수익을 얻은 것이 제임스 스튜어트가 나이가 많아서 그랬다고 생각하고 그를 거절하였다. 그러나 최종적으로 선택된 캐리 그랜트는 제임스 스튜어트보다 나이가 4살이 더 많은 모순을 빚기도 하였다. 그 결과 손힐의 어머니로 등장한 제시 로이스 랜디스의 나이는 캐리 그랜트의 나이보다 겨우 7살이 많아서 어머니로 보이지 않았다.
한편 에바 마리 세인트가 맡은 이브 켄달 역에는 《사랑은 비를 타고》, 《밴드 웨건》 등 프레드 아스테어와 진 켈리와 같이 뮤지컬 영화에 주로 등장하였던 시드 채리스가 후보로 지목되었으나 히치콕은 《워터프론트》에서 처음으로 나온 에바 마리 세인트로 결정하였다.

### 여러 촬영 장면

#### 러시모어 산

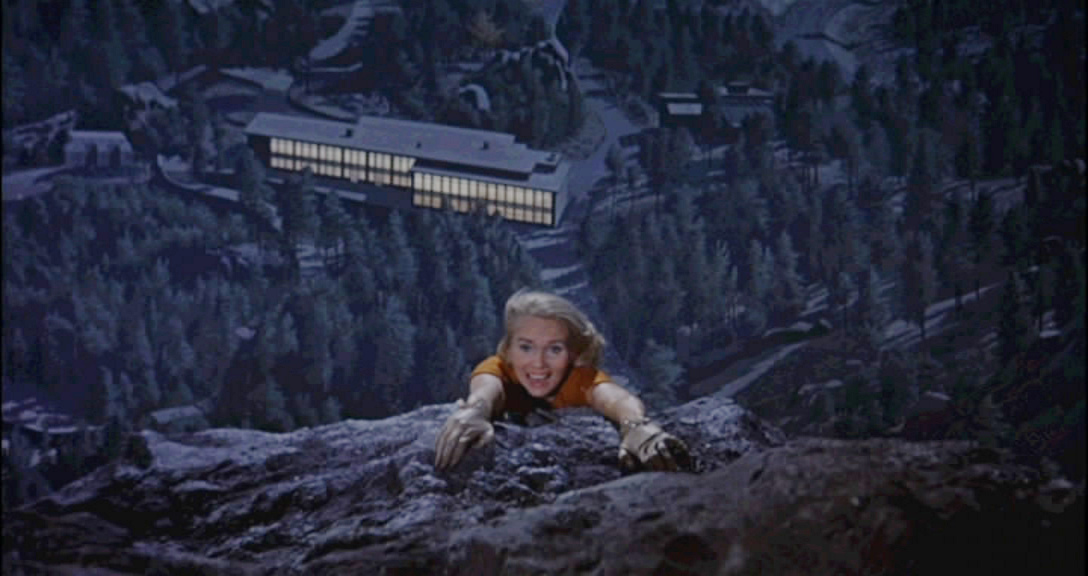
러시모어 산 장면. 밑에 반담의 집이 보인다.

사우스다코타주에 위치한 러시모어 산 근처에 반담의 집이 있다고 영화에서 설명을 하고 있는데 사실 반담의 집은 러시모어 산 근처에서 촬영되지 않았다. 이 건물은 낙수장으로 유명한 건축가 프랭크 로이드 라이트가 건축하였다. 건물은 MGM 스튜디오가 있는 캘리포니아주의 컬버 시티에서 건축되었다.

#### 경비행기 장면
극중 손힐이 캐플란을 기다리다 경비행기에게 추격당하는 장면은 캘리포니아주 캔컨티에서 촬영된 것이다.

### 타이틀 시퀸스와 음악

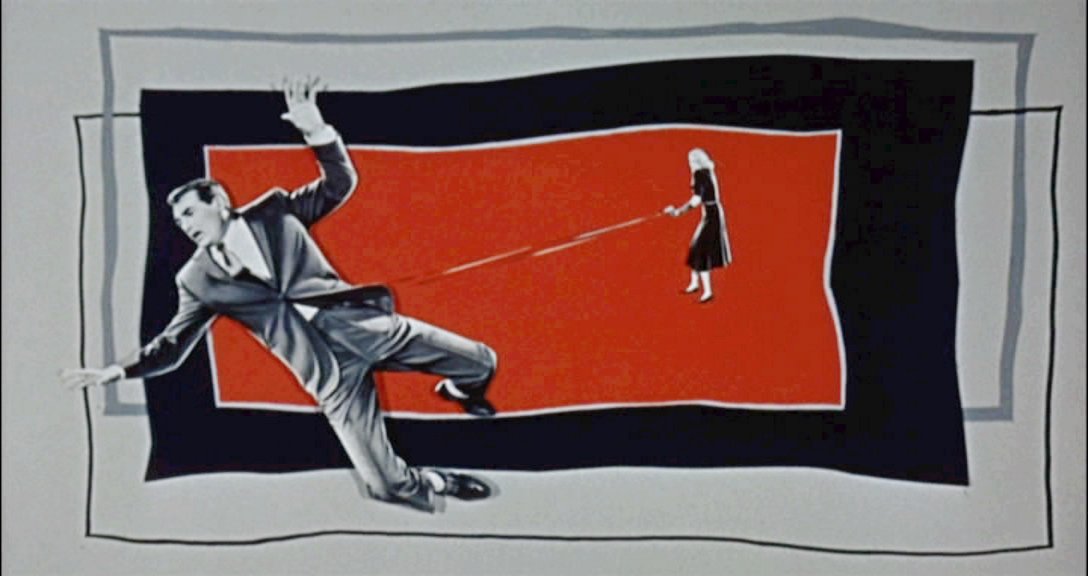
솔 바스가 디자인한 포스터의 그림을 따온 예고편 장면

히치콕은 《현기증》에서 타이틀 시퀸스를 맡았던 솔 바스에게 타이틀 시퀸스를 또 주문하였다. 이렇게 만들어진 시퀸스는 빌딩의 측면을 이용하여 그려졌다. 한편 솔 바스는 포스터도 디자인하였다. 이런 솔 바스와의 관계는 《싸이코》로 이어지게 된다.
한편 음악은 예전에 《시민 케인》의 음악을 맡았으며 《현기증》의 음악을 담당하였던 버나드 허만이 담당하였다. 켄달의 호텔 객실에서 샤워하는 척을 하면서 그랜트가 부른 곡은 'Singin' in the Rain'이다.

## 캐스팅
| 주요 배우들  | 주요 배우들      | 주요 배우들   |
| ------------ | ---------------- | ------------- |
|              |                  |               |
| 캐리 그랜트  | 에바 마리 세인트 | 제임스 메이슨 |
| 로저 O. 손힐 | 이브 켄달        | 필립 반담     |

- 레오 G. 캐롤 - 교수 (FBI 수장)
- 제시 로이스 랜디스 - 클라라 손힐 (로저 손힐의 어머니)
- 마틴 랜두 - 레오나드
- 필립 오베 - 레스터 타운젠드
- 조세핀 허치슨 - 타운젠드 부인
- 아담 윌리엄스 - 벨라이언
- 패트릭 맥베이 - 플램 경관
- 에드 플래트 - 라러비

히치콕은 어김없이 카메오로 등장하였다. 영화 오프닝 장면때 감독 알프레드 히치콕에 맞추어서 버스에 못타는 배나온 사람으로 등장하였다. 이 카메오 장면은 워낙 유명해서 심슨 가족의 핼러윈 스폐셜 '다이얼 M을 돌려라:아니면 메인 메뉴로 가실 것이면 #를 누르시오.'에도 나왔다.
한편 히치콕의 또다른 카메오에 대해서도 화제인데 기차 장면에서 손힐이 화장실에 숨을 때 뒤에서 의자에 있던 어느 할머니가 바로 히치콕이다는 주장이다.

## 한국판 성우진

### MBC (1994년 8월 27일)
- 유강진 - 로저 손힐 (캐리 그랜트)
- 성유진 - 이브 켄달 (에바 마리 세인트)
- 김현직 - 필립 반담 (제임스 메이슨)
- 김은영
- 박소현
- 온영삼
- 한규희
- 한상혁
- 한영숙
- 박태호
- 홍승옥
- 이종오
- 김관철
- 김정신
- 이승환

## 주해
1. ↑  제목에 나온 노스웨스트에 관한 언어 유희이다.
2. ↑  영화가 뉴욕에서 시작하여 북서쪽의 러시모어 산에서 끝나기 때문이다.
3. ↑   앨프리드 히치콕 감독은 손힐이 러시모어산의 링컨 코 속에 숨어 있다가 재채기를 하는 장면을 넣으려고 하였으나 러시모어산 공원의 반대로 촬영을 하지 못했다.

## 같이 보기
- 역대 최고의 영화 목록